# Craiva
Craiva é uma comuna romena localizada no distrito de Arad, na região histórica da Transilvânia. A comuna possui uma área de 114.90 km² e sua população era de 3018 habitantes segundo o censo de 2007.